# Jbel Toubkal
Jbel Toubkal (Tubqal) är med sina 4 167 m ö.h. den högsta bergstoppen i Atlasbergen och Nordafrika. Berget är beläget cirka 63 kilometer söder om Marrakech, i Toubkals nationalpark. Nationalparken som inrättades 1942 täcker en yta av 380 km². Bergets höga höjd gör att toppen är snötäckt under stora delar av året. Den första bekräftade bestigningen av berget ägde rum den 12 juni 1923 av René de Segonzac, Vincent Berger och Hubert Dolbeau. Berget kan dock ha blivit bestiget tidigare än det.